# Chiara Pellacani
Chiara Pellacani (* 12. September 2002 in Rom) ist eine italienische Wasserspringerin. Sie ist mehrfache Europameisterin und erreichte bei den Olympischen Sommerspielen 2024 in Paris zwei vierte Plätze im Kunstspringen vom 3-Meter-Brett sowie im Synchronspringen vom 3-Meter-Brett.

## Leben
Als Schülerin trainierte Pellacani zunächst als Rettungsschwimmerin, bis sie von einer Mitschülerin zum Wasserspringen gebracht wurde. Dort war sie bald äußerst erfolgreich. Noch als 15-Jährige gewann sie mit ihrer Partnerin Elena Bertocchi die Goldmedaille bei den Schwimmeuropameisterschaften 2018 in Glasgow im Synchronspringen vom 3-Meter-Brett. Bei den Europameisterschaften im Wasserspringen 2019 in Kiew errang sie zusammen mit Noemi Batki vom 10-Meter-Brett eine weitere Goldmedaille. Bei den Europameisterschaften 2020 errang sie im Mixed vom 3-Meter-Brett zusammen mit Matteo Santoro einen weiteren Europameistertitel und belegte in weiteren Wettbewerben zweite und dritte Plätze. Im selben Jahr trat sie mit Bertocchi an den Olympischen Spielen in Tokio teil und belegte mit Elena Bertocchi den siebten Platz im Synchronspringen. 2021 schloss sie sich der Louisiana State University an.
2022 wurde sie vom 3-Meter-Brett und in der 3-m- und 10-m-Kombination erneut Europameisterin und errang weitere Silber- und Bronzemedaillen. Bei Weltmeisterschaften war sie nicht derart erfolgreich wie bei den Europameisterschaften: Hier konnte sie bislang nur zwei Silber- und zwei Bronzemedaillen erringen. Bei den Olympischen Spielen 2024 erreichte sie im Kunstspringen vom 3-Meter-Brett sowie im Synchronspringen vom 3-Meter-Brett mit Elena Bertocchi jeweils den vierten Platz. Bei der EM 2025 gewann sie Einzel-Gold vom 1-m-Brett im Kunstspringen, Silber im 3 m Synchronspringen mixed sowie Bronze im Mannschaftsspringen. Bei den Schwimmweltmeisterschaften 2025 errang sie im Kunstspringen vom 1-m-Brett eine Bronzemedaille.